# 山下恭吾
山下 恭吾（やました きょうご、2004年7月7日 - ）は、福岡県久留米市出身のプロ野球選手（内野手・育成選手）。右投右打。福岡ソフトバンクホークス所属。

## 経歴

### プロ入り前
久留米市立山本小学校在学時は、善導寺ボーイズクラブに所属。
久留米市立屏水中学校在学時は久留米ベースボールクラブGO AHEADに所属し、1年生、3年生時に全日本少年春季軟式野球大会、2年生時には全日本少年夏季軟式野球大会に出場した。また、3年生時には第10回 BFA U15アジア選手権のＵ-15代表に投手として選出された。大会には遊撃手として4試合に出場し1安打を放った。
福岡大大濠高等学校では1年生時に秋季九州大会で準優勝、翌年春の第93回選抜高等学校野球大会に出場しベスト8に進出。準々決勝では東海大相模に敗れた。2年夏の第103回全国高等学校野球選手権福岡大会では準々決勝で筑陽学園に敗れ甲子園出場を逃した。3年夏の第104回全国高等学校野球選手権大会福岡大会では5回戦で東筑に敗れ甲子園出場とはならなかった。
2022年10月20日に開催されたドラフト会議にて、育成2位で福岡ソフトバンクホークスから指名された。11月26日に支度金300万円、年俸360万円で入団合意し、12月5日、BOSS E・ZO FUKUOKAで入団発表会見が行われた。背番号は159。

### ソフトバンク時代
2023年、ウエスタン・リーグでは2試合に出場し、3安打を記録する。 三軍・四軍戦では、104試合に出場し、打率.260、29打点、15盗塁の成績を残す。
2024年、ウエスタン・リーグでは10試合に出場し、打率.333、1打点を記録した。

## 詳細情報

### 背番号
- 159（2023年[5] - ）

### 登場曲
- 「Rollah Coaster」LIL LEAGUE from EXILE TRIBE（2023年 - ）
- 「I was King」ONE OK ROCK（2023年 - ）